# Zeria parkinsoni
Espèce
Synonymes
- Solpuga parkinsoni Pocock, 1897

Zeria parkinsoni est une espèce de solifuges de la famille des Solpugidae.

## Distribution
Cette espèce se rencontre au Somalie et en Éthiopie.

## Description
Le mâle holotype mesure 43 mm.
Le mâle décrit par Roewer en 1933 mesure 31 mm et les femelles de 30 à 33 mm.

## Publication originale
- Pocock, 1897 : On the genera and species of tropical African arachnids of the order Solifugae with notes upon the taxonomy and habits of the group. The Annals and Magazine of Natural History, sér. 6, vol. 20, p. 249-272 (texte intégral).